# Буры
Бу́ры (африк. boere — «крестьяне») — субэтническая группа в составе африканеров в ЮАР и Намибии. Бурами называют фермеров-африканеров, белых сельских жителей, а также бедных белых (аналогичное понятие реднеки в США), большей частью потомков голландских переселенцев. Сами себя африканеры бурами никогда не называли.
Название «буры» прилагалось к сельским поселенцам, обитавшим на востоке Капской колонии (ныне — Восточная Капская провинция), у самой границы владений местного народа коса; также название применяется к тем, кто после захвата Капской колонии Великобританией отправился в так называемый Великий трек во внутренние районы страны (этих последних называют также фуртреккеры), протестуя против британской политики ассимиляции. В середине XIX века бурские поселенцы основали Оранжевое Свободное государство, Трансвааль и колонию в Натале. После Второй англо-бурской войны бурские республики были присоединены к Великобритании, а в 1910 году вошли в состав Южно-Африканского Союза.
Свой социальный статус они определяли как бюргерский, эта традиция сохранялась ещё со времён правления Голландской Ост-Индской компании. Поэтому название «буры» в настоящее время может иметь оскорбительный характер (в смысле «необразованные, ограниченные люди», «деревенщина»). Как и африканеры в целом, буры — потомки голландских, французских и немецких колонистов в Южной Африке. Отличаются консервативным укладом жизни. По религии — протестанты. Родной язык — африкаанс. Расселены по стране рассеянно по хуторам и фермам, нигде не образуя большинства. Оба термина (буры и африканеры) подразумевают европейское происхождение. Так как язык африкаанс является родным и для значительного количества небелых жителей, для описания всех африкаанскоязычных используется название африкаансы.

## Европейские поселенцы
Голландская Ост-индская компания (нидерл. Vereenigde Oostindische Compagnie; VOC) сформированная в Голландской республике в 1602 году, когда голландцы вошли в острую конкурентную борьбу с другими европейскими державами за колониальные и торговые преференции в Юго-Восточной Азии. Конец Тридцатилетней войны положил начало массовому притоку мигрантов по всей Европе. Иммигранты из Германии, Скандинавии и Швейцарии отправились в надежде найти работу в Голландской Ост-Индской компании. В том же году один из кораблей компании оказался на мели в Столовом заливе, впоследствии он перерастёт в Кейптаун, потерпевшая кораблекрушение команда была вынуждена выживать на берегу несколько месяцев. Их впечатления от дотоле неизвестной территории были настолько велики, что по возвращении в республику они представили директорам компании большие преимущества для восточной торговли Нидерландов, которые можно было заполучить, должным образом обосновавшись там. В итоге в 1652 году голландская экспедиция под руководством голландского мореплавателя Яна Ван Рибека возвела форт и насадила огороды в заливе мыса.
Высадившись в Столовой бухте, Ван Рибек возглавил Кейптаун, и после десяти лет и одного месяца управления поселением в 1662 году покинул пост губернатора мыса.

### Свободные бюргеры
Голландская Ост-Индская компания поддержала идею свободных людей на мысе, и многие поселенцы просили уволить их, чтобы стать свободными гражданами. В результате Ян Ван Рибек одобрил это благоприятное предложение для экономики региона и выделил две области около реки Лисбек в сельскохозяйственных целях в 1657 году. Две эти области получили название Groeneveld и Dutch Garden, районы разделялись рекой Амстел (Liesbeek River). Девять наилучших претендентов были отобраны для обработки земли. Свободные люди, или свободные бюргеры, как их впоследствии стали называть, получили подданство и более не являлись слугами компании.
Голландские власти пытались убедить людей, проживающих в Европе, переселяться в Южную Африку, но безуспешно. Время от времени соглашались переселиться в восточные владения несколько семей, восторженных рассказами о несметных богатствах, но по прибытии к мысу их энтузиазм угасал. В октябре 1670 года Амстердамская палата объявила о готовности нескольких семей эмигрировать на мыс и остров Маврикий (в то время принадлежащий голландцам). Среди них были имена Якоба и Дирка ван Никерков, Йоханнеса ван Аса, Франсуа Виллиона, Якоба Брауэра, Яна ван Идена, Германа Потгитера, Альберта Гилденхейса и Якобуса ван ден Берга.
В 1671 году голландцы впервые приобрели землю за пределами форта, основанного Ван Рибеком у местного племени готтентотов, это событие послужило толчком к дальнейшему развитию колонии.

## Французские гугеноты
В течение 1688—1689 годов колония была значительно укреплена прибытием почти двухсот французских гугенотов. Политические беженцы от религиозных войн во Франции, после отмены Нантского эдикта, были расселены в Стелленбосе, Драхенштейне, Франсхуке и Парле. Было отмечено влияние этой малой группы переселенцев на характер голландских поселенцев. В 1701 году компания постановила о преподавании голландского языка в школах в качестве единственного это привело к ассимиляции гугенотов к середине XVIII века.
В это время насчитывалось от 8 до 10 тысяч колонистов. Они обладали многочисленными рабами, выращивали пшеницу в достаточном количестве, чтобы сделать её товарной культурой для экспорта, и славились хорошим качеством своих вин. Но главное богатство их было в скоте. Они пользовались значительным по тем меркам процветанием.
В течение первой половины XVII и второй половины XVIII века назрели проблемы между колонистами и правительством. Администрация голландской Ост-Индской компании была крайне деспотичной. Её политика была направлена не на развитие колонии, а на её использование для получения прибыли Компанией. Компания изолировала колонию от свободной иммиграции, монополизировала всю тамошнюю торговлю в своих руках, объединила административные, законодательные и судебные полномочия в одном органе, предписывала фермерам выращивать определённую культуру, требуя значительную часть произведённого ими как некий налог и совершала другие поборы.

## Трекбуры
Время от времени служащие при непосредственном найме компании были наделены правом «фрибургеров», но компания сохранила за собой право заставить их вернуться на службу, когда они сочтут это необходимым. Это право на принудительное заключение в рабство тех, кто может вызвать недовольство губернатора или других высокопоставленных чиновников, было реализовано не только в отношении самих лиц, которые получили эту условную свободу. Правительство утверждало, что оно вправе применять и к детям всех таковым.
Тирания власти приводила людей в отчаяние ещё до 1700 года, когда начался исход буров из Капской колонии. В 1780 году губернатор Йоахим ван Плеттенберг объявил Снейберг северной границей колонии, выразив «горячую надежду на то, что расширение больше не будет иметь места, и назначил суровые наказания, за выход за пределы границ». В 1789 году среди бюргеров появилось такое сильное недовольство, что в Амстердам была отправлена группа делегатов с мыса, чтобы испросить помощь властей в Амстердаме. После этой депутации были проведены некоторые номинальные реформы.

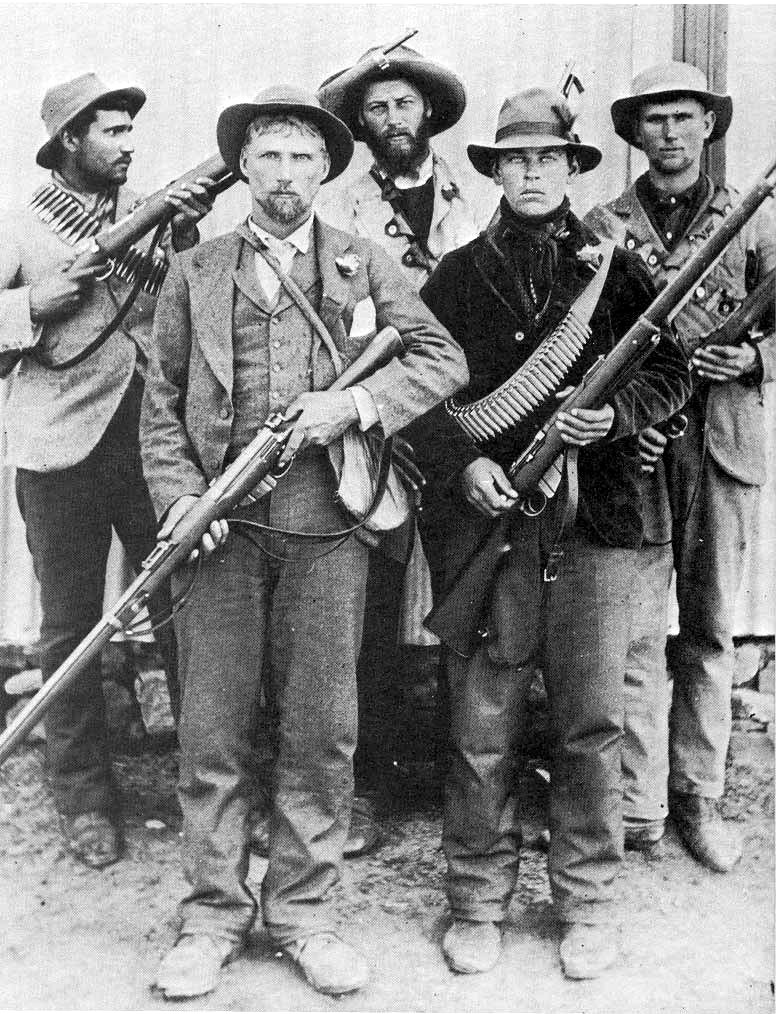
Буры во время войны

Во многом для того, чтобы избежать притеснения, фермеры шли всё дальше и дальше от границ. Компания, чтобы проконтролировать эмигрантов, создала магистратуру в Свеллендаме в 1745 году и ещё одну в Грааф-Рейнет в 1786 году. Однако в 1780 году голландцы, чтобы избежать столкновения с племенами банту, наступающими на юг и запад из восточной части центральной Африки, договорились с ними о том, чтобы сделать реку Хрут-Фис общей границей. В 1795 году сильно облагаемые налогами бюргеры приграничных районов, которым не была предоставлена защита от банту, изгнали чиновников из голландской ост-индской компании, а также создали ряд независимых правительств в Свеллендам и Грааф-Рейнет.
Буры XIX века были прямыми потомками буров XVIII века. Они переняли институт государственности от Капской колонии. Конец XIX века ознаменовал возрождение той же тиранической монополистической политики в Трансваале. Если формула «Во всем политическом, чистый деспотизм; во всём коммерческом, чистый монополизм» верна для правительства Голландской Ост-Индской компании в XVIII веке, то в равной степени это верно и для правительства Крюгера в последние десятилетия XIX века.
Основополагающий факт, сделавший возможным это путешествие, состоит в том, что нисходящие из Голландии колонисты в восточной и северо-восточной частях колонии были не земледельцами, а чистыми кочевниками, всегда готовыми искать новые пастбища для своих стад и не имевшими особой привязанности к какой-либо конкретной местности. Эти люди, рассеянные по обширной территории, так долго жили вдали от закона, что, когда в 1815 году с помощью института «окружных комиссий» правосудие добралось до их домов, были выявлены различного рода преступления, исправление которых вызвало множество обид.